# Vassili Ilin
Vassili Ilin   (Lisij Nos, 8 de gener de 1949 - 21 de setembre de 2015) fou un jugador d'handbol rus que va competir sota bandera soviètica entre finals de la dècada de 1960 i començaments de la de 1980.
El 1972 va prendre part en els Jocs Olímpics de Múnic, on fou cinquè en la competició d'handbol. Quatre anys més tard, als Jocs de Mont-real, guanyà la medalla d'or en la mateixa competició.
Amb la selecció soviètica jugà un total de 101 partits internacionals en què va marcar 177 gols. En el seu palmarès també destaca una medalla de plata al Campionat del Món d'handbol de 1978.
A nivell de clubs jugà al MAI Moscou, amb qui guanyà cinc edicions de la lliga soviètica i la Copa d'Europa de 1973.